# تترامتیل‌آمونیوم هیدروکسید
تترامتیل‌آمونیوم هیدروکسید (به انگلیسی: Tetramethylammonium hydroxide) یک ترکیب شیمیایی با شناسه پاب‌کم ۶۰۹۶۶ است.